# Elasmopus koreanus
Elasmopus koreanus is een vlokreeftensoort uit de familie van de Maeridae. De wetenschappelijke naam van de soort is voor het eerst geldig gepubliceerd in 1991 door Kim & Kim.